# Mistrzostwa Polski w Pięcioboju Nowoczesnym 2009
Mistrzostwa Polski w Pięcioboju Nowoczesnym 2009 – 56. edycja mistrzostw, która odbyła się w międzynarodowej obsadzie w dniach 6–7 czerwca 2009 roku w Drzonkowie.
Wśród mężczyzn triumfował Marcin Horbacz z ZKS Drzonków, wśród kobiet Paulina Boenisz z Legii Warszawa.

## Wyniki

### Mężczyźni
| Miejsce | Zawodnik           | Klub/Repr.       | Wynik     |
| ------- | ------------------ | ---------------- | --------- |
|         | Marcin Horbacz     | ZKS Drzonków     | 6080 pkt. |
|         | Remigiusz Golis    | Bielant Warszawa | 5956 pkt. |
| 3.      | Martin Dvořák      | Czechy           | 5956 pkt. |
| 4.      | Ondřej Polívka     | Czechy           | 5936 pkt. |
| 5.      | Cyril Viala        | Francja          | 5908 pkt. |
|         | Tomasz Chmielewski | ZKS Drzonków     | 5896 pkt. |

### Kobiety
| Miejsce | Zawodnik            | Klub/Repr.        | Wynik     |
| ------- | ------------------- | ----------------- | --------- |
|         | Paulina Boenisz     | Legia Warszawa    | 5648 pkt. |
|         | Sylwia Czwojdzińska | Legia Warszawa    | 5600 pkt. |
| 3.      | Lena Schöneborn     | Niemcy            | 5564 pkt. |
| 4.      | Lucia Kršňáková     | Słowacja          | 5320 pkt. |
|         | Joanna Gomolińska   | Żoliborz Warszawa | 5300 pkt. |
| 6.      | Magdalena Wałęsa    | ZKS Drzonków      | 5236 pkt. |